# Asa Akira
Asa Akira, pseudonimo di Asa Takigami (New York, 3 gennaio 1986), è un'attrice pornografica statunitense, prima vincitrice di etnia asiatica del premio AVN alla miglior attrice.

## Biografia
Asa Takigami è nata a New York (nel distretto di Manhattan) il 3 gennaio 1986, figlia unica di genitori giapponesi, entrambi immigrati. Ha vissuto nel quartiere di SoHo prima di trasferirsi a Tokyo all'età di nove anni (frequentando scuole statunitensi), quando suo padre (un fotografo ritrattista) dovette andare lì per lavoro. Una volta tornata negli Stati Uniti all'età di tredici anni si è trasferita prima nel quartiere di Downtown Brooklyn e poi in quello di Clinton Hill. Quando era ancora adolescente ha lavorato come cassiera alla libreria Books of Wonder. Ha ottenuto una borsa di studio alla United Nations International School di Manhattan grazie al suo nonno giapponese, che è stato un diplomatico per quarantacinque anni. A causa dei bassi voti non ha preso parte al secondo anno, quindi si è iscritta alla Washington Irving High School di Gramercy Park. Nel suo ultimo anno di liceo si è trasferita alla City-As-School. In un'intervista del 2014 ha descritto la propria infanzia come perfettamente normale. La sua famiglia parlava giapponese a casa ed erano dei salutisti.

### Carriera
A 19 anni iniziò a lavorare come dominatrice, per poi fare la spogliarellista all'Hustler Club di New York. Tra il 2006 e il 2007 ha partecipato regolarmente al programma radiofonico Bubba the Love Sponge dove acquisì l'appellativo di «show whore» («animale da palcoscenico», traducibile letteralmente in modo scherzoso e volgare come «puttana da spettacolo»). Durante tale programma ha incontrato l'attrice pornografica Gina Lynn che le ha offerto un lavoro nell'industria del porno. Ha scelto di mantenere il suo vero nome Asa, che significa «mattina» in giapponese, mentre il cognome del suo nome d'arte è stato preso dal film d'animazione del 1988 Akira. La sua prima scena etero fu eseguita con Travis Knight per la casa di produzione di Gina Lynn dopo aver eseguito molte scene lesbo, la maggior parte con la stessa Lynn. Successivamente Akira ha firmato un contratto con Vouyer Media prima di diventare una libera professionista sei mesi dopo.
Akira è anche apparsa in programmi e film non pornografici, ricevendo diverse candidature per il suo ruolo nel film del 2009 di David Aaron Clark intitolato Pure e facendo da comparsa nel film del 2012 Starlet. Nel 2010 ha realizzato il primo capitolo della trilogia Asa Akira Is Insatiable, prodotta da Elegant Angel, vincitrice di numerosi AVN Awards: nel primo film sono contenute la prima scena di sesso anale e la sua prima doppia penetrazione (DP), nel secondo film è contenuta una gang bang con sette uomini con DP, doppia penetrazione anale (DAP) e la sua prima doppia penetrazione vaginale (DV), mentre nel terzo volume sono contenute altre scene con sesso anale, DP e una blowbang (fellatio eseguite a un gruppo di uomini). Nel 2011 Complex l'ha posizionata al quarto posto nella lista delle più belle pornodive dell'anno e sesta nella lista delle più belle attrici porno asiatiche di tutti i tempi. Nel 2013 LA Weekly l'ha inserita al terzo posto nella lista delle dieci pornodive che potrebbero essere la prossima Sasha Grey. Akira è stata inserita anche nell'annuale classifica delle attrici più popolari e di successo secondo CNBC per tre anni di fila: nel 2012, 2013 e 2014.
Nel gennaio 2013 insieme alla collega Jesse Jane e alla comica April Macle ha presentato gli annuali AVN Awards nel loro trentesimo anniversario. Ha vinto il premio come Female Performer of the Year insieme a molti altri, rendendola la persona più premiata della cerimonia. Sempre nel 2013 Akira e l'artista David Choe hanno iniziato un podcast gratuito intitolato DVDASA e indirizzato verso giovani adulti con l'obiettivo di risolvere problemi legati alla propria carriera, relazione e sesso. Nel maggio 2013 Elegant Angel le ha affidato la regia del sesto capitolo della serie Gangbanged.
Il 9 ottobre 2013 ha annunciato di aver firmato un contratto esclusivo con Wicked Pictures e il suo debutto è avvenuto nel film Asa Is Wicked. Ha, inoltre, diretto l'edizione annuale degli AVN Awards insieme a April Macie e Jesse Jane. Nel gennaio 2014 è apparsa insieme a Chanel Preston, Dana DeArmond e Jessie Andrews nel periodico statunitense Cosmopolitan in un articolo intitolato «4 pornodive su come restare in forma». L'articolo si era ispirato al commento dell'attrice Gabrielle Union durante il talk show di Conan O'Brien circa le abitudini delle pornodive che ha visto in palestra. Nel febbraio 2014 Akira è stata ospite del programma radio del dottor Drew Pinsky intitolato Loveline. Nel maggio 2014 Grove Press ha pubblicato il libro delle memorie di Akira intitolato Insatiable: Porn—A Love Story. Il mese seguente è apparsa in un video su YouTube insieme al vlogger Caspar Lee.
Il 6 aprile 2015 The Hundreds ha iniziato a pubblicare degli episodi per una serie intitolata Hobbies with Asa Akira e che ha visto Akira cercare di fare differenti attività come il pugilato, le sculture di ghiaccio, la tassidermia e i tatuaggi. Nel luglio 2015 ha firmato un contratto con la Cleis Press per pubblicare il suo secondo libro intitolato Dirty Thirty: A Memoir, una collezione di saggi che è stata pubblicata sul finire del 2016. Sempre nel 2015 Akira ha rimpiazzato Belle Knox come presentatrice di The Sex Factor, un reality show in cui otto uomini e otto donne competono per un milione di dollari e un contratto pornografico di tre anni. Akira ha condotto Sex Factor anche nel 2016, questa volta insieme a Lexi Belle, Keiran Lee, Remy LaCroix e Tori Black. Inoltre ha condotto la prima e seconda edizione dei Pornhub Awards.
Nel 2017 è apparsa nella prima puntata della sedicesima stagione dei Griffin nei panni di se stessa mentre l'anno successivo è diventata la prima ambasciatrice del marchio Pornhub. Nel 2019 è stata inserita nella Hall of Fame dagli AVN Awards.
Al 2022 ha preso parte ad oltre 840 scene e ne ha dirette 8, oltre ad ottenuto 20 AVN, 3 XBIZ e 5 XRCO Awards.

## Vita privata
Ha dichiarato di essere attratta sia dagli uomini che dalle donne, che però devono avere un po' di mascolinità. Ha affermato che non le piace essere chiamata bisessuale, affermando di essere più propensa verso l'eterosessualità, ma di essere ancora incerta.
Akira ha avuto una relazione con il collega Rocco Reed. Nel dicembre 2012 ha sposato il collega Toni Ribas e ha affermato che al di fuori del loro lavoro hanno una relazione monogama. Nel 2017 i due hanno divorziato e due anni dopo Asa è diventata mamma di un bambino avuto con il nuovo compagno.
Si è identificata come una femminista.

## Riconoscimenti
- AVN Awards
  - 2011 – Best Anal Sex Scene per Asa Akira Is Insatiable con Manuel Ferrara[45]
  - 2011 – Best Double Penetration Sex Scene per Asa Akira Is Insatiable con Toni Ribas e Erik Everhard[45]
  - 2011 – Best Three-Way Sex Scene - G/B/B per Asa Akira Is Insatiable con Prince Yashua e Jon Jon[45]
  - 2011 – Best All-Girl Three-Way Sex Scene per Buttwoman vs. Slutwoman con Kristina Rose e Alexis Texas[45]
  - 2012 – Best Double Penetration Sex Scene per Asa Akira Is Insatiable 2 con Toni Ribas e Mick Blue[46]
  - 2012 – Best Group Sex Scene per Asa Akira Is Insatiable 2 con Erik Everhard, Toni Ribas, Danny Mountain, Jon Jon, Broc Adams, Ramon Nomar e John Strong[46]
  - 2012 – Best Solo Sex Scene per Superstar Showdown 2: Asa Akira vs. Kristina Rose[46]
  - 2012 – Best Three-Way Sex Scene – G/B/B per Asa Akira Is Insatiable 2 con Mick Blue e Toni Ribas[46]
  - 2012 – Best Anal Sex Scene per Asa Akira Is Insatiable 2 con Nacho Vidal[46]
  - 2013 – Female Performer of the Year[47]
  - 2013 – Best Double Penetration Sex Scene per Asa Akira Is Insatiable 3 con Mick Blue e Ramón Nomar[47]
  - 2013 – Best Group Sex Scene per Asa Akira Is Insatiable 3 con Mick Blue, Erik Everhard e Ramon Nomar[47]
  - 2013 – Best POV Scene per Asa Akira to the Limit con Jules Jordan[47]
  - 2013 – Best Three-Way Sex Scene - Girl/Girl/Boy per Asa Akira Is Insatiable 3 con Brooklyn Lee e James Deen[47]
  - 2013 – Best Star Showcase[48]
  - 2014 – Best Porn Star Website per asaakira.com[49]
  - 2017 – Best Solo/Tease Performance per Asa Goes to Hell[50]
  - 2018 – Mainstream Star of the Year[51]
  - 2019 – Mainstream Venture of the Year per Family Guy[52]
  - 2019 – Hall of Fame - Video Branch[53]
- XBIZ Awards
  - 2012 – Female Performer of the Year[54]
  - 2017 – Best Supporting Actress per DNA[55]
  - 2018 – Best Actress - Couples-Themed Release per The Blonde Dahlia[56]

XRCO Awards
- 2012 – Female Performer of the Year[57]
- 2012 – Superslut[57]
- 2013 – Female Performer of the Year[58]
- 2015 – Mainstream Adult Media Favorite[59]
- 2020 – Hall of Fame[60]